# Станіславув-Ліпський
Станіславув-Ліпський (пол. Stanisławów Lipski) — село в Польщі, у гміні Черневиці Томашовського повіту Лодзинського воєводства.
Населення — 116 осіб (2011).
У 1975-1998 роках село належало до Пйотрковського воєводства.

## Демографія
Демографічна структура станом на 31 березня 2011 року:
|          | Загалом | Допрацездатний вік | Працездатний вік | Постпрацездатний вік |
| -------- | ------- | ------------------ | ---------------- | -------------------- |
| Чоловіки | 55      | 10                 | 39               | 6                    |
| Жінки    | 61      | 23                 | 27               | 11                   |
| Разом    | 116     | 33                 | 66               | 17                   |